# Konvikt (Leipzig)

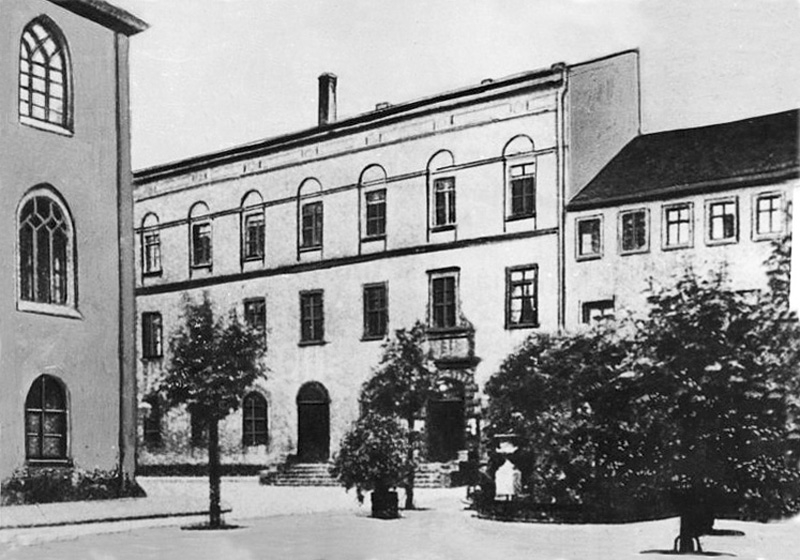
Das Konvikt im Paulinerhof um 1890. Links das Mittelpaulinum

Das Konvikt war ein historischer Bau der Universität Leipzig auf dem Gelände des ehemaligen Paulinerklosters, der von 1844 bis 1892 bestand.

## Geschichte
Mit Konvikt oder Konviktorium wurde an mittelalterlichen Universitäten der Raum bezeichnet, in dem meist ärmere Studenten ihre Essensversorgung erfuhren. An der Universität Leipzig war dieser zunächst im Erdgeschoss des Mittelpaulinums auf dem Paulinerareal. Der Speisesaal trug die Inschrift „Convictorium Studiosorum a Mauritio Duce Sax. et Electore laudatiss. Anno MDCLVI munifice apertum“.
1844 entstand südlich des Mittelpaulinums nach Plänen von Albert Geutebrück ein zweigeschossiger Neubau, der im Erdgeschoss nun die Funktion des alten Konviktsaales übernahm, wobei der Name auf das ganze Gebäude übertragen wurde. Damit wurde das Mittelpaulinum frei für seine im gleichen Jahr begonnene Aufstockung. Das Konvikt war ein relativ schmuckloser reiner Zweckbau. Es hatte zwei Nebengebäude, in denen sich für die Versorgung Küchenstuben, Backstube und Schlachthaus, aber auch Tierställe befanden.
1868 fügte Johann Ernst Wilhelm Zocher wegen Platzmangels an Unterrichtsräumen an der Universität ein zweites Obergeschoss hinzu. Neben Hörsälen hatte hier auch das „Institut für experimentelle Psychologie“ von Wilhelm Wundt zu Beginn der 1880er Jahre seine erste Heimstatt.
1892 wurde das Konvikt mit weiteren Gebäuden des Areals zur Baufreiheit für die Universitätsneubauten von Arwed Roßbach abgerissen. Die Studentenversorgung übersiedelte in die Buchhändlerbörse in der Ritterstraße, die die Universität erworben hatte, nachdem der Börsenverein der Deutschen Buchhändler 1888 in sein neues Buchhändlerhaus umgezogen war. Das Gebäude der ehemaligen Buchhändlerbörse wurde nun mit Mensa und Fechtboden häufig auch als Konvikt bezeichnet.